# Héctor Altamirano
Pour les articles homonymes, voir Altamirano.
Héctor Altamirano Escudero (né le 17 mars 1977 à Matías Romero au Mexique) est un joueur de football international mexicain, qui évoluait au poste de défenseur reconverti entraîneur.

## Biographie

### Carrière en sélection
Avec l'équipe du Mexique, il joue 26 matchs (pour 4 buts inscrits) entre 1999 et 2005. 
Il figure dans le groupe des sélectionnés lors de la Gold Cup de 2005. Il participe également à la Copa América de 2004. Son équipe atteint les quarts de finale de ces deux compétitions.
Il joue enfin 7 matchs comptant pour les tours préliminaires de la coupe du monde 2006.

## Palmarès
| Cruz Azul - Championnat du Mexique (1) : - Champion : 1997 (Invierno). |  | Santos Laguna - Championnat du Mexique (1) : - Champion : 2001 (Verano). |